# روبرت مولر (لاعب كرة قدم)
روبرت مولر (بالألمانية: Robert Müller)‏ (و. 1986  م) هو لاعب كرة قدم، من ألمانيا، ولد في شفيرين، يلعب كمُدَافِع.

## روابط خارجية
- روبرت مولر على موقع قاعدة بيانات كرة القدم.إي يو (الإنجليزية)
- روبرت مولر على موقع بيانات كرة القدم. دي إي (الألمانية)
- روبرت مولر على موقع عالم كرة القدم.نت (الإنجليزية)